# Hannah Wilke
Hannah Wilke (nascida Arlene Hannah Butter; 7 de março de 1940 – 28 de janeiro de 1993) foi uma pintora, escultora, fotógrafa, video-artista e artista de performance estadunidense. 